# Вокил (династия)
Вокил — династия болгарских ханов из Первого Болгарского царства, правившая Болгарией в VIII веке.

## Гипотезы
Есть предположение, помимо того, что род считается протоболгарским по происхождению, род Вокил мог иметь славянское происхождение, а не протоболгарское. Также есть предположения, что наименования Вокил и Укил это разные наименования одного и того же рода.

## Правители династии Вокил
1. хан Кормисош
2. хан Винех
3. хан Сабин
4. хан Умор

## Войны с династиями
Ханы династии Вокил вели борьбу за болгарский престол с ханами из рода Угаин. Борьба обычно велась методом переворота, в результате которого хана убивали или ему приходилось бежать в Византию.